# Saurauia hystrix
Saurauia hystrix är en tvåhjärtbladig växtart som beskrevs av Ridley. Saurauia hystrix ingår i släktet Saurauia och familjen Actinidiaceae. Inga underarter finns listade i Catalogue of Life.